# Laški potočni piškur
Laški potočni piškur (znanstveno ime Lethenteron zanandreai) je vrsta sladkovodnih rib iz družine piškurjev, ki je razširjena po nekaterih rekah in potokih Hrvaške, Italije in Slovenije. V Sloveniji je uvrščen na Seznam zavarovanih živalskih vrst, ogroža pa ga predvsem izguba naravnega okolja.

## Opis
Laški potočni piškur ni zajedavska vrsta, saj se odrasle živali ne hranijo. Zadržuje se v hladnih potokih in rekah s peščeno podlago, v kateri se od 3 do 5 let skrivajo ličinke, ki so običajno kakšen centimeter daljše od odrasle živali in, ki se hranijo z algami in drobirjem, ki ga precejajo iz mulja. Po preobrazbi, ki traja od 1 do 2 meseca, se odrasle živali, ki zrastejo do 19 cm v dolžino, en poletni mesec drstijo. Samice v posebna gnezda, ki jih v prodnata tla izkoplje samec odložijo okoli 2000 iker s premerom med 0,9 in 1,1 mm, nato pa poginejo.
Ličinke so podobne odraslim živalim. So kačaste oblike in imajo na hrbtu dve ločeni plavuti, ki se pri odraslih osebkih stikata. Druga hrbtna plavut prehaja v repno. Hrbet je sive barve, boki in trebuh pa so srebrnkaste barve. Pred drstjo postane hrbet modro črne barve. Hrbtni plavuti sta rumenkaste barve, enake barve je tudi prisesek.